# 새롬 데이타맨
새롬 데이타맨은 새롬기술주식회사가 개발한 통신용 소프트웨어이다. PC통신과 인터넷을 하나로 통합해주는 소프트웨어이다. 새롬 데이타맨은 새롬기술주식회사의 창업 초기 팩스맨의 뒤를 이으며, 1998년 IMF 버전을 무료로 출시하였다.
그 외에 새롬데이타맨프로, 새롬데이타맨98 등 여러 버전이 발매되었다.

## 버전
- 새롬데이타맨98 IMF[2]: 개인 사용자를 위해 1개월 단위의 패치(업데이트)로 무료로 이용할 수 있도록 제공한 셰어웨어[5]
- 새롬데이타맨프로[3]
- 새롬데이타맨98[4]

## 같이 보기
- 새롬기술